# Sesleria
Sesleria (Sesleria Scop.) – rodzaj roślin należący do rodziny wiechlinowatych (Poaceae). Obejmuje 36 gatunków. Rośliny te występują głównie w Europie, poza tym w północno-zachodniej Afryce i południowo-zachodniej Azji. W Polsce występują cztery gatunki.
Niektóre gatunki są uprawiane jako rośliny ozdobne.

## Rozmieszczenie geograficzne
Zasięg rodzaju obejmuje niemal całą Europę, bez jej północnych i wschodnich krańców, poza tym północno-zachodnią Afrykę (Maroko) oraz południowo-zachodnią Azję, sięgając po Iran na wschodzie. Centrum zróżnicowania rodzaju stanowi Półwysep Bałkański. 
Gatunki flory Polski
Pierwsza nazwa naukowa według listy krajowej, druga – obowiązująca według bazy taksonomicznej Plants of the World online (jeśli jest inna)
- sesleria Bielza Sesleria bielzii Schur
- sesleria błotna Sesleria uliginosa Opiz
- sesleria skalna Sesleria varia (Jacq.) Wettst. ≡ Sesleria albicans Kit. ex Schult.
- sesleria tatrzańska Sesleria tatrae (Degen) Deyl

## Systematyka
Pozycja systematyczna
Rodzaj z podplemienia Sesleriinae, z plemienia Poeae, podrodziny Pooideae i rodziny wiechlinowatych Poaceae
Wykaz gatunków
- Sesleria achtarovii Deyl
- Sesleria alba Sm.
- Sesleria albanica Ujhelyi
- Sesleria albicans Kit. ex Schult. – sesleria skalna
- Sesleria angustifolia (Hack. & Beck) Deyl
- Sesleria araratica Kit Tan
- Sesleria argentea (Savi) Savi – sesleria srebrzysta
- Sesleria autumnalis (Scop.) F.W.Schultz – sesleria jesienna
- Sesleria bielzii Schur – sesleria Bielza
- Sesleria caerulea (L.) Ard. – sesleria błękitna
- Sesleria calabrica (Deyl) Di Pietro
- Sesleria coerulans Friv.
- Sesleria comosa Velen. – sesleria owłosiona
- Sesleria doerfleri Hayek
- Sesleria filifolia Hoppe
- Sesleria heufleriana Schur – sesleria Heufflera
- Sesleria insularis Sommier
- Sesleria italica (Pamp.) Ujhelyi
- Sesleria juncifolia Suffren
- Sesleria klasterskyi Deyl – sesleria Klastersky'ego
- Sesleria korabensis (Kümmerle & Jáv.) Deyl
- Sesleria latifolia (Adamovic) Degen
- Sesleria nitida Ten. – sesleria lśniąca
- Sesleria phleoides Steven ex Roem. & Schult.
- Sesleria pichiana Foggi, Gr.Rossi & Pignotti
- Sesleria rigida Heuff. ex Rchb. – sesleria sztywna
- Sesleria robusta Schott, Nyman & Kotschy
- Sesleria sadleriana Janka – sesleria Sadlera
- Sesleria serbica (Adamovic) Ujhelyi
- Sesleria skipetarum Ujhelyi
- Sesleria tatrae (Degen) Deyl – sesleria tatrzańska
- Sesleria taygetea Hayek
- Sesleria tenerrima (Fritsch) Hayek
- Sesleria ×tuzsonii (Ujhelyi) Ujhelyi
- Sesleria uliginosa Opiz – sesleria błotna
- Sesleria vaginalis Boiss. & Orph.
- Sesleria wettsteinii Dörfl. & Hayek